# Caneças

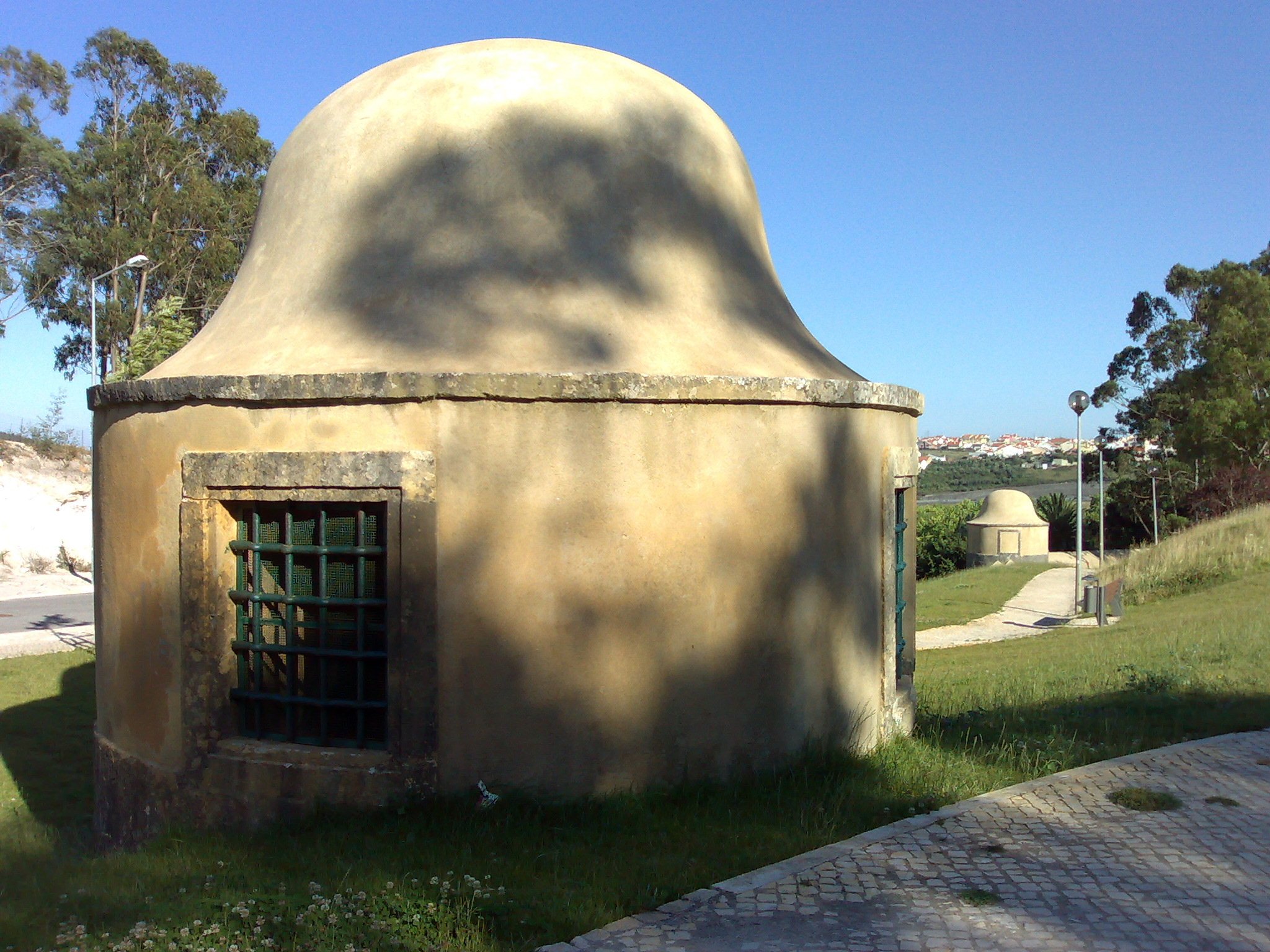
Pormenor do aqueduto das águas livres, em Caneças.

Caneças é uma vila portuguesa que foi sede da extinta Freguesia de Caneças do Município de Odivelas, freguesia que tinha 5,85 km² de área e 12 324 habitantes (2011), e, portanto,  uma densidade demográfica de 2 106,7 h/km².

A freguesia de Caneças foi extinta, pela reorganização administrativa de 2012/2013, tendo sido agregada à freguesia de Ramada para formar a nova união de freguesias de Ramada e Caneças.
Antes, em 1991, a povoação de Caneças tinha sido elevada à categoria de vila passando a designar-se Vila de Caneças.

## Geografia
A freguesia de Caneças incluía as localidades de Caneças (vila), Lugar d'Além, Casal Novo, Piçarras e Vale Nogueira. Faz fronteira com a freguesia de Famões e com a ex-freguesia de Ramada (no município de Odivelas), Loures (no município de Loures), Almargem do Bispo e Casal de Cambra (no município de Sintra).

## População
Freguesia criada pela Lei nº 413, de 10 de setembro de 1915,  com lugares da freguesia de Loures. Fez parte do município de Loures até 14 de Dezembro de 1998, passando nesta altura a integrar o município de Odivelas.
| 1920  | 1930  | 1940  | 1950  | 1960  | 1970  | 1981  | 1991  | 2001   | 2011   |
| 1 096 | 1 181 | 1 367 | 1 962 | 2 709 | 3 812 | 6 937 | 9 664 | 10 647 | 12 324 |

## Orago
Caneças tem por orago São Pedro.

## História
Esta freguesia foi criada através da Lei n.º 413, de 10 de Setembro de 1915, por desmembramento da freguesia de Loures, integrando os lugares de Caneças e Vale de Nogueira. Foi elevada a vila em 16 de Agosto de 1991, pela Lei n.º 77/91. Em 1998, tornou-se uma das sete freguesias a integrar o novo município de Odivelas.
A hipótese mais amplamente aceite para a origem do topónimo Caneças confirma a sua antiguidade, propondo-se uma proveniência árabe, derivada da palavra  كنيسة (kanīsa) que significa igreja. Esta etimologia aparece nos melhores dicionários e é apoiada por filólogos e linguistas consagrados. José Pedro Machado, por exemplo, no seu Dicionário Onomástico Etimológico da Língua Portuguesa, sugere que "parece tratar-se do pl. de *caneça que proviria do ár. kanīsâ, 'igreja, templo de Cristãos'. O nome dever-se-ia naturalmente à existência de um destes edifícios religiosos em zona muçulmana" (p. 334, vol. I). Parece provável que, durante o período de domínio mouro, o nome se referisse a uma paróquia rural ou a uma capela românica preexistente na área. Os colonos árabes, ao depararem-se com este local de culto cristão, poderão simplesmente tê-lo chamado de "local da igreja", ou alguma variação semelhante. Dada a prevalência histórica dos topónimos árabes em Portugal, sobretudo no sul do país, esta explicação continua a ser a mais plausível e verosímil. A lenda popular, no entanto, é outra. Diz o povo que na passagem de D. Dinis, pela povoação, alguém lhe ofereceu água numa caneca, e daí a perpetuação do nome.
Desde sempre Lisboa teve problemas com o abastecimento de água. Na zona de Carenque, entre Belas e Caneças, podem encontrar-se restos de um dique romano. As canalizações romanas devem ter sido destruídas, em parte, pelos sismos. O mesmo deverá ter acontecido com os sistemas árabes.
Na Idade Média as carências de abastecimento de água são gravíssimas. No Séc. XV as naus que a Lisboa chegavam, de Lisboa partiam sem a aguada para a viagem.
É D. João V que, através da cobrança de impostos sobre os produtos que entravam na cidade, decreta, em 1731, o início da construção do Aqueduto das Águas Livres, com origem na Fonte das Águas Livres, perto de Carenque, indo desaguar no depósito das Amoreiras, cuja Mãe d’Água foi acabada em 1834.
Quanto aos aquedutos, não se sabe a data exacta da sua construção, mas situa-se por volta da segunda metade do Séc. XVIII. Estes são quatro, todos subsidiários do Aqueduto das Águas Livres: o do Olival do Santíssimo, o do Poço da Bomba, o do Vale da Moura e o do Carvalheiro. O aqueduto secundário, o maior dos quatro, é o do Olival do Santíssimo, partindo da Quinta do Macário, perto da Quinta de Castelo de Vide, terminando em Belas/Sintra. Os outros três começam em Caneças, ligando-se ao primeiro. Apenas o Aqueduto do Carvalheiro termina no do Olival do Santíssimo, já no Município de Sintra.
Por volta de 1910, antes da Primeira Guerra, Caneças não tinha estradas, mas aí já se vendia água. A água ia para Lisboa de burros por caminhos acidentados. O auge da venda de água atinge-se em Caneças por volta de 1928-1930.
O último Presidente da Junta de Freguesia foi Armindo Fernandes eleito pela CDU.

## Património
- Dólmen das Pedras Grandes
- Dólmen conhecido por «Dólmen do Sítio das Batalhas»
- Aqueduto das Águas Livres, seus aferentes e correlacionados (município de Odivelas: freguesia de Caneças)
- Conjunto das cinco fontes de Caneças (Fontainhas, Piçarras, Passarinhos, Castelo de Vide e Castanheiros)

## Equipamentos
- Escola Secundária de Caneças
- Parque da Rodoviária de Caneças
- Centro Interpretativo das Águas de Caneças